# Кортачча-сулла-Страда-дель-Віно
Кортачча-сулла-Страда-дель-Віно (італ. Cortaccia sulla Strada del Vino) — муніципалітет в Італії, у регіоні Трентіно-Альто-Адідже,  провінція Больцано.
Кортачча-сулла-Страда-дель-Віно розташована на відстані близько 510 км на північ від Рима, 29 км на північ від Тренто, 23 км на південний захід від Больцано.
Населення — 2217 осіб (2014).

## Демографія
Населення за роками:

Станом на 1 січня 2023 року в муніципалітеті офіційно проживали 133 іноземці з 22 країн, серед них 68 громадян країн Євросоюзу та 5 громадян України.

## Сусідні муніципалітети
- Коредо
- Енья
- Магре-сулла-Страда-дель-Віно
- Ровере-делла-Луна
- Термено-сулла-Страда-дель-Віно
- Тон
- Трес
- Верво